# Safareig de la Colònia Simon
El Safareig de la Colònia Simon és una obra del municipi de Puigcerdà (Cerdanya) inclosa en l'Inventari del Patrimoni Arquitectònic de Catalunya.

## Descripció
Es va construir com un safareig per a treballadors de la colònia industrial Simon, una indústria tèxtil de principis de segle. Safareig granític, amb una pica petita, amb una concavitat buidada manualment per rebre el doll d'aigua i a través d'un canal, també treballat a mà, arriba a abastar el safareig. Aquest treball de la pedra és molt tradicional de la comarca, ja que en els masos vells es troben les piques de les cuines, buidades manualment, amb desguàs que són canalitzacions en forma d'angle per evitar l'entrada de l'aire exterior. L'aparell és senzill, fet amb pedres sense treballar lligades amb morter, carreus pels brancals i coberta amb encavallades de fusta i llicorella.